# فنلو
شهر فنلو (به هلندی: Venlo) در لیمبورخ در کشور هلند واقع شده‌است. جمعیت این شهر ۹۱٫۸۹۹ نفر  است.